# Communication Breakdown

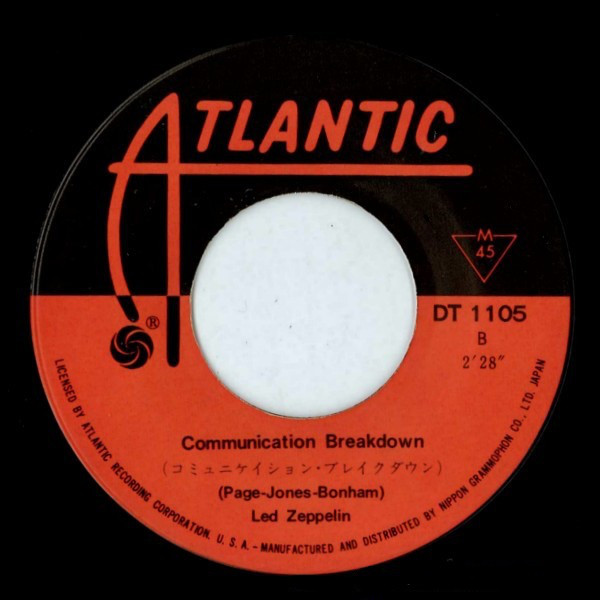

«Communication Breakdown» es una canción de la banda de rock inglesa, Led Zeppelin, de su álbum debut Led Zeppelin, 1969. Esta canción es una de los primeros trabajos en los que se complementan Jimmy Page y Robert Plant. En esta canción se reconoce fácilmente el gran trabajo de John Paul Jones en el riff de bajo.
Iron Maiden hizo una versión de esta canción que se encuentra en el sencillo "Bring Your Daughter to the Slaughter", también se le puede escuchar en el Eddie's Archive.
La banda australiana Wolfmother tocó versiones de la canción en muchos de sus conciertos del 2006. Igual en la ceremonia del salón de la fama del Reino Unido en la cual Led Zeppelin fue inducido, Wolfmother tocó una versión de la canción en honor a la banda, al final de la canción Jimmy Page dijo que la Wolfmother lo hacía mejor que Zeppelin.
Paul Stanley  y su banda solista interpretó la canción en uno de sus conciertos en Nueva York en 1989
Además, esta canción aparece en la película "Pequeños guerreros", además de un póster de Led Zeppelin en la misma escena en que reproducen la canción.